# Kathleen Babineaux Blanco
Kathleen Babineaux Blanco (ur. 15 grudnia 1942, zm. 18 sierpnia 2019) – amerykańska polityk związana z Partią Demokratyczną.
W latach 2004–2008 pełniła funkcję gubernatora stanu Luizjana. Była pierwszą w historii kobietą wybraną na tę pozycję. Podczas jej urzędowania Luizjana została dotknięta klęską żywiołową związaną z huraganem Katrina.
Wcześniej, w latach 1996–2004 pełniła funkcję wicegubernatora Luizjany.